# Marcinowice (gemeente)
De gemeente Marcinowice is een landgemeente in het Poolse woiwodschap Neder-Silezië, in powiat Świdnicki (Neder-Silezië).
De zetel van de gemeente is in Marcinowice.
Op 30 juni 2004 telde de gemeente 6560 inwoners.

## Oppervlakte gegevens
In 2002 bedroeg de totale oppervlakte van gemeente Marcinowice 95,91 km², waarvan:
- agrarisch gebied: 82%
- bossen: 8%

De gemeente beslaat 12,91% van de totale oppervlakte van de powiat.

## Demografie
Stand op 30 juni 2004:
| Omschrijving                   | Totaal | Totaal | Vrouwen | Vrouwen | Mannen | Mannen |
| ------------------------------ | ------ | ------ | ------- | ------- | ------ | ------ |
| eenheid                        | aantal | %      | aantal  | %       | aantal | %      |
| inwoners                       | 6560   | 100    | 3339    | 50,9    | 3221   | 49,1   |
| bevolkingsdichtheid (inw./km²) | 68,4   | 68,4   | 34,8    | 34,8    | 33,6   | 33,6   |

In 2002 bedroeg het gemiddelde inkomen per inwoner 1126,23 zł.

## Administratieve plaatsen (sołectwo)
Biała, Chwałków, Gola Świdnicka, Gruszów, Kątki, Klecin, Krasków, Marcinowice, Mysłaków, Sady, Stefanowice, Strzelce, Szczepanów, Śmiałowice, Tąpadła, Tworzyjanów, Wirki, Wiry, Zebrzydów.

## Aangrenzende gemeenten
Dzierżoniów, Łagiewniki, Mietków, Sobótka, Świdnica, Żarów